# Религия на Островах Питкэрн

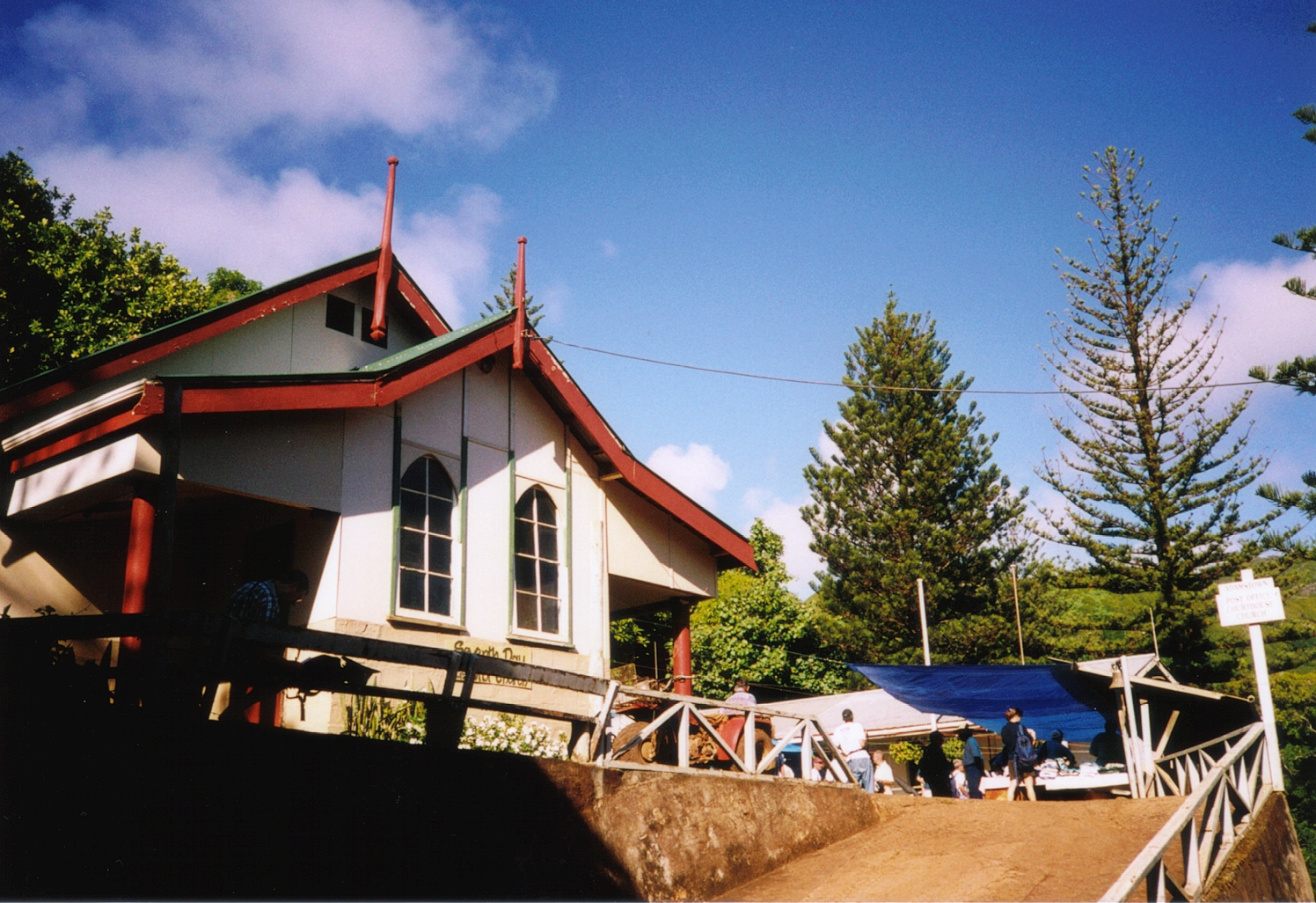
Адвентистская церковь Адамстауна

Религия на Питкэрне — совокупность религиозных верований, присущих населению Островов Питкэрн, заморской территории Великобритании в Тихом океане. В настоящее время адвентизм является единственной религией на Островах Питкэрн.

## История
После мятежа на «Баунти», мятежники и их таитянские соратники добрались до острова Питкэрн. В ходе расприи вызванной алкоголем и спорами из-за женщин на острове осталось в живых только двое взрослых мужчин — Нед Янг и Джон Адамс (также известный как Александр Смит). Янг был образованным человеком и стал лидером общины острова, а Адамс его заместителем. 
В 1800 году Янгу страдавшему от астмы, стало хуже. В последние дни своей жизни он начал обучать Адамса, последнего взрослого мужчину, оставшегося на острове, читать. Только для того, чтобы тот смог читать Библию и учить Божьему слову других поселенцев. Чтение Священного Писания начало изменять и жизнь Адамса, который начал проводить богослужения на острове. После смерти Янга Адамс стал патриархом и священником общины, жизнь которой отныне в корне изменилась. Убийства, пьянство, разврат отошли в прошлое. Община созданная Адамсом, состояла на тот момент из 11 женщин и 23 детей, начала вести христианский образ жизни, с соблюдением правила англиканской церкви. Джон Адамс построил на острове школу в которой с помощью Библии обучал детей читать и писать. 
В сентябре 1808 года команда морского судна «Топаз» под управлением Мэйхью Фолджера высадилась на Питкэрне, чтобы пополнить запасы воды, и обнаружила, что на острове живёт христианская община, жители которой говорят по-английски.
В 1886 году на остров прибыл адвентистский миссионер Джон Тау, а в 1890 всё население Питкэрна перешло из англиканства в адвентизм. Суббота стала выходным днём, а все свиньи на острове, завезённые ещё с Баунти, признанные по новым религиозным канонам нечистыми животными, были убиты.
В 1954 году в посёлке Адамстаун была построена церковь, которая является единственным религиозным зданием на территории островов. До 2006 года в здании церкви хранилась Библия Баунти.

## Современное положение
Несмотря на то, что адвентизм является единственной религией на острове, в последние годы[какие?] количество людей посещающих церковные собрания постоянно сокращается. По состоянию на 2000 год лишь 8 человек из всех островитян посещали регулярно службы. Большинство жителей острова посещают церковь по особым случаям.